# Fonografika
Fonografika – jedna z największych niezależnych polskich wytwórni muzycznych. Powstała w 2002 roku w Warszawie z inicjatywy Jacka Caby. Wytwórnia posiada w swym katalogu nagrania obejmujące takie gatunki jak: hip-hop, jazz, blues, rock, pop oraz muzyka poważna. Łącznie wydała ponad 450 płyt, w tym takich wykonawców jak: Bayer Full, Slums Attack, So I Scream, Marta Wiśniewska, DJ 600V, Hanna Banaszak, Balkan Electrique, Maria Sadowska, Zbigniew Wodecki, Wojciech Pilichowski, Firma, Papa D, Kombi, Trials X czy Rootwater.
Fonografika prowadzi lub prowadziła w Polsce dystrybucje nagrań takich oficyn jak: Karrot Kommando, Tone Industria, Artgraff, RPS Enterteyment, Scream Maker, Spółdzielnia, Slang Records, INNI Pro, ZKW Atrakcja, Aloha Entertainment, Klin Records, Embryo Nagrania, Szpadyzor Records, Respekt Records, Labirynt Records, Rapton Records, Entyrecords LTD, Media Solution, Tune Project, Kim Hellmedia, Urban Rec, Alkopoligamia.com, Reformat4 Records, Step Records, Ganja Mafia Label, Sto Procent, Iberia Records, Penguin Records, Pawlik Relations oraz Prosto.